# 劉衍 (楚王)
劉衍（？—前3年），漢宣帝第三子劉囂的次子，為平陸侯，因其兄楚懷王劉文死後無子，前23年襲兄爵為漢楚王，在位21年，諡號思。

## 兒子
- 楚王劉紆
- 陵鄉侯劉曾
- 武安侯劉㥅
- 郚鄉侯劉光
- 新城侯劉武
- 宜陵侯劉豐
- 堂鄉侯劉護
- 成陵侯劉由
- 成陽侯劉衆
- 定陶/信都王劉景
- 復昌侯劉休
- 安陸侯劉平
- 梧安侯劉譽
- 朝鄉侯劉充
- 扶鄉侯劉普
- 呂鄉侯劉尚
- 李鄉侯劉殷
- 宛鄉侯劉隆
- 壽泉侯劉承
- 杏山侯劉遵